# چمائیتو (بوتان)
چمائیتو (به لاتین: Chemaito) یک منطقهٔ مسکونی در بوتان (کشور) است که در Wangdue Phodrang District واقع شده‌است.